# David González Díaz
David González Díaz (Oviedo, 20 januari 1990) is een Spaanse voetballer. Hij speelt als defensieve middenvelder bij Málaga CF.

## Clubvoetbal
David González speelde in zijn geboortstad Oviedo voor de jeugdelftallen van Oviedo Astur. In 2004 kwam hij bij FC Barcelona's jeugdopleiding (cantera). In het seizoen 2006/2007 speelde David González in de Juvenil B, het tweede jeugdelftal, samen met onder andere de Mexicaan Jonathan Dos Santos. In de zomer van 2007 werden beide spelers gepromoveerd naar de Juvenil A. Met dit team was David González in 2008 verliezend finalist in de Copa del Rey Juvenil tegen Sevilla FC. De middenvelder werd in 2008 gecontracteerd door Málaga CF. Gedurende het seizoen 2010-2011 werd hij tot aan de winterstop verhuurd aan Cádiz CF. In de tweede seizoenshelft werd hij gestald bij Real Oviedo.

## Nationaal elftal
In mei 2007 nam David González samen met zijn clubgenoten Bojan Krkić en Iago Falqué  met Spanje deel aan het gewonnen EK Onder-17 in België. Hij speelde in de drie groepswedstrijden en de finale als invaller. In augustus en september 2007 nam David González met Spanje deel aan het WK Onder-17 in Zuid-Korea. Hij speelde alleen in de laatste groepswedstrijd tegen Argentinië. Spanje haalde de finale, maar verloor na strafschoppen van Nigeria.